# هوهانس هاخوردیان
هُوْهانِس هاخوردیان (ارمنی: Հովհաննես Հախվերդյան؛ ۲۹ ژوئن ۱۸۷۳ – ۲۸ آوریل ۱۹۳۱) یک سیاست‌مدار اهل ارمنستان بود. از ۳۰ مه ۱۹۱۸ تا ۲۷ آوریل ۱۹۱۹ وی نخستین وزیر دفاع ارمنستان بود.

## زندگی‌نامه
وی در ۲۹ ژوئن ۱۸۷۳ در سن پترزبورگ به دنیا آمد. وی برنده جوایزی همچون نشان آنای مقدس (سنت آنا) و نشان سنت جورج شده است. وی در ۲۸ آوریل ۱۹۳۱ در سن ۵۷ سالگی در مسکو تیرباران شد.

## جوایز نظامی
- نشان آنای مقدس (سنت آنا), درجه چهار (۱۹۰۲)
- نشان سنت استانیسلاس, درجه سه همراه با شمشیر و کمان (۱۹۰۵)
- نشان آنای مقدس (سنت آنا), درجه سه همراه با شمشیر و کمان (۱۹۰۵)
- نشان سنت استانیسلاس, درجه چهار همراه با شمشیر و کمان (۱۹۰۶)
- نشان سنت استانیسلاس, درجه دو همراه با شمشیر (۱۹۰۶)
- نشان آنای مقدس (سنت آنا), درجه دو همراه با شمشیر (۱۹۰۶)
- نشان سنت جورج, درجه چهار (۳ فوریه ۱۹۱۶)
- نشان ستاره سرخ بخارا, درجه دو